# Vitthults urskog
Vitthults urskog este o arie protejată (arie specială de conservare — SAC, sit de importanță comunitară — SCI) din Suedia întinsă pe o suprafață de 16,4 ha, integral pe uscat.

## Localizare
Centrul sitului Vitthults urskog este situat la coordonatele 57°03′41″N 15°16′09″E / 57.0615°N 15.2692°E.

## Înființare
Situl Vitthults urskog a fost declarat sit de importanță comunitară în decembrie 1998 pentru a proteja un număr necunoscut de specii din flora spontană și fauna sălbatică aflate în arealul zonei. Situl a fost protejat și ca arie specială de conservare în martie 2011.

## Biodiversitate
Situată în ecoregiunea boreală, aria protejată conține 2 habitate naturale: Mlaștini împădurite, Taiga vestică.
La baza desemnării sitului se află un număr nedeclarat de specii protejate.